# Малышева (Свердловская область)
Ма́лышева — посёлок городского типа в Свердловской области России, административный центр Малышевского муниципального округа.
Посёлок появился при Мариинском прииске, заложенном 1 (13) апреля 1834 года на месте крестьянских покосов.

## География
Посёлок Малышева расположен к северо-востоку от Екатеринбурга и к северо-западу от Асбеста. В окрестностях посёлка начинаются несколько малых рек, являющихся левыми притоками Большого Рефта. Река Большой Рефт протекает на отдалении порядка 5-10 километров от посёлка Малышева сначала к юго-западу, затем к югу и юго-востоку, огибая посёлок и городской округ.
Промышленная зона находится в восточной части посёлка Малышева. На юг от посёлка ведёт дорога в направлении города Асбеста.

## Административное и муниципальное устройство
Малышева является посёлком городского типа с 1967 года.
С точки зрения муниципального устройства Свердловской области, пгт Малышева является административным центром Малышевского муниципального округа, в состав которого входят ещё 3 посёлка: Изумруд, Чапаева и Шамейский.
С точки зрения административно-территориального устройства Свердловской области, пгт Малышева находится в границах города Асбеста как административно-территориальной единицы со статусом города областного подчинения.
В составе данных территориальных образований посёлок Малышева входит в Южный управленческий округ, административным центром которого является город Каменск-Уральский.

## История
Летом 1833 года на покосах, принадлежащих Карелину, крестьянину деревни Голендухино Глинской волости Екатеринбургского уезда (ныне на юге Режевского района Свердловской области), были найдены изумруды. Осенью того же года, крестьяне Глинской волости обратились за билетом, дающим право на добычу самоцветов к представителю Екатеринбургской гранильной фабрики, начальнику горных работ на изумрудных приисках, унтер-шихтмейстеру Портнягину. Однако тот не только не разрешил, но и прошёлся по избам, забрав все найденные крестьянами камни. А 1 (13) апреля 1834 года прямо на крестьянских покосах командиром Екатеринбургской гранильной фабрики Я. В. Коковиным был заложен прииск, названный Мариинским, в честь святой Марии Египетской.
С 1834 года Мариинский прииск — составная часть изумрудных копей Урала.
По состоянию на 1 (13) марта 1835 года на Мариинском прииске располагались три здания («комната», казарма и конюшня) и восемь «нумерованных ям» (шурфов).
К середине XIX века Мариинский прииск по праву считается «лучшим» прииском уральских изумрудных копей. Несмотря на это с 1853 по 1899 год он практически не разрабатывался.
В 1899 году Мариинский прииск усиленно разрабатывался специалистами англо-французской «Новой компании изумрудов». В дальнейшем размах работ на прииске ежегодно снижался и полностью прекратился в 1910 году.
С 1911 по 1915 год официальные работы на Мариинском изумрудном прииске не велись.
С 1915 по 1919 год Мариинский изумрудный прииск арендовал владелец екатеринбургских камнерезных лавок и мастерских В. И. Липин.
В 1919 году Мариинский прииск, как и другие месторождения изумрудных копей, национализировали большевики.
В 1924 году на Мариинском прииске старатели нашли так называемый «Скутинский клад» — чрезвычайно богатое гнездо изумрудов. Найденные изумруды немедленно нааравили прямо в Москву, а место находки изучил академик А. Е. Ферсман.
В сентябре 1927 года Мариинский прииск, в связи с десятилетием Октябрьской революции, переименовали в честь уральского революционера И. М. Малышева.
В 1930-х годах на прииске возведены шахты: имени И. В. Сталина, имени С. М. Кирова, а также изумрудоизвлекательная фабрика. Позднее, в 1940-х годах, возведена шахта «Новая».
С 1942 года шахты и фабрика посёлка имени Малышева входят в систему Государственного горно-металлургического комбината № 3, выпускающего важную оборонную продукцию, так называемую лигатуру — бериллиевую бронзу, которая входит в состав брони советских танков и самолётов.
С 1952 по 1994 год на Изумрудных копях работало «Малышевское рудоуправление» (с 1994 года — АООТ, чуть позже ОАО «Малышевское рудоуправление»), основное градообразующее предприятие, входящее в состав Первого главного управления Минсредмаша СССР.
С 1920-х годов посёлок имени Малышева входил в состав Асбестовского района, непосредственно подчиняясь Изумрудскому Совету народных депутатов, а с 1936 года — в состав территории, подчинённой городу Асбесту.
С августа 1964 года Изумрудский поссовет был перенесён в посёлок имени Малышева, который стал центром территории копей.
В 1967 году посёлок имени Малышева получил статус рабочего посёлка, а Изумрудский поссовет переименован в Малышевский.
С 1996 года посёлок имени Малышева стал административным центром муниципального образования р.п. Малышева.
9 августа 1996 года Управлением юстиции Свердловской области № 62 зарегистрирован Устав муниципального образования «рабочий посёлок Малышева».
Законом Свердловской области № 98-ОЗ от 12 октября 2004 года «Об установлении границ муниципального образования р.п. Малышева и наделении его статусом городского округа» муниципальное образование «рабочий посёлок Малышева» наделено статусом городского округа. Закон вступил в силу 31 декабря 2004 года.
21 июня 2005 года решением Думы муниципального образования р.п. Малышева № 83 утверждён Устав Малышевского городского округа.
С 1 октября 2017 года согласно областному закону № 35-ОЗ статус населённого пункта изменён с рабочего посёлка на посёлок городского типа (без уточнения разновидности).

## Население
| 1970  | 1979    | 1989    | 2002    | 2009    | 2010  | 2012  |
| ----- | ------- | ------- | ------- | ------- | ----- | ----- |
| 7651  | ↗10 297 | ↗12 668 | ↘10 121 | ↗10 146 | ↘9544 | ↘9488 |
| 2013  | 2014    | 2015    | 2016    | 2017    | 2018  | 2019  |
| ↘9465 | ↘9392   | ↗9407   | ↘9312   | ↘9254   | ↘9134 | ↘8983 |
| 2020  | 2021    | 2023    |         |         |       |       |
| ↘8941 | ↘8490   | ↘8400   |         |         |       |       |